# سياج سبتة الحدودي

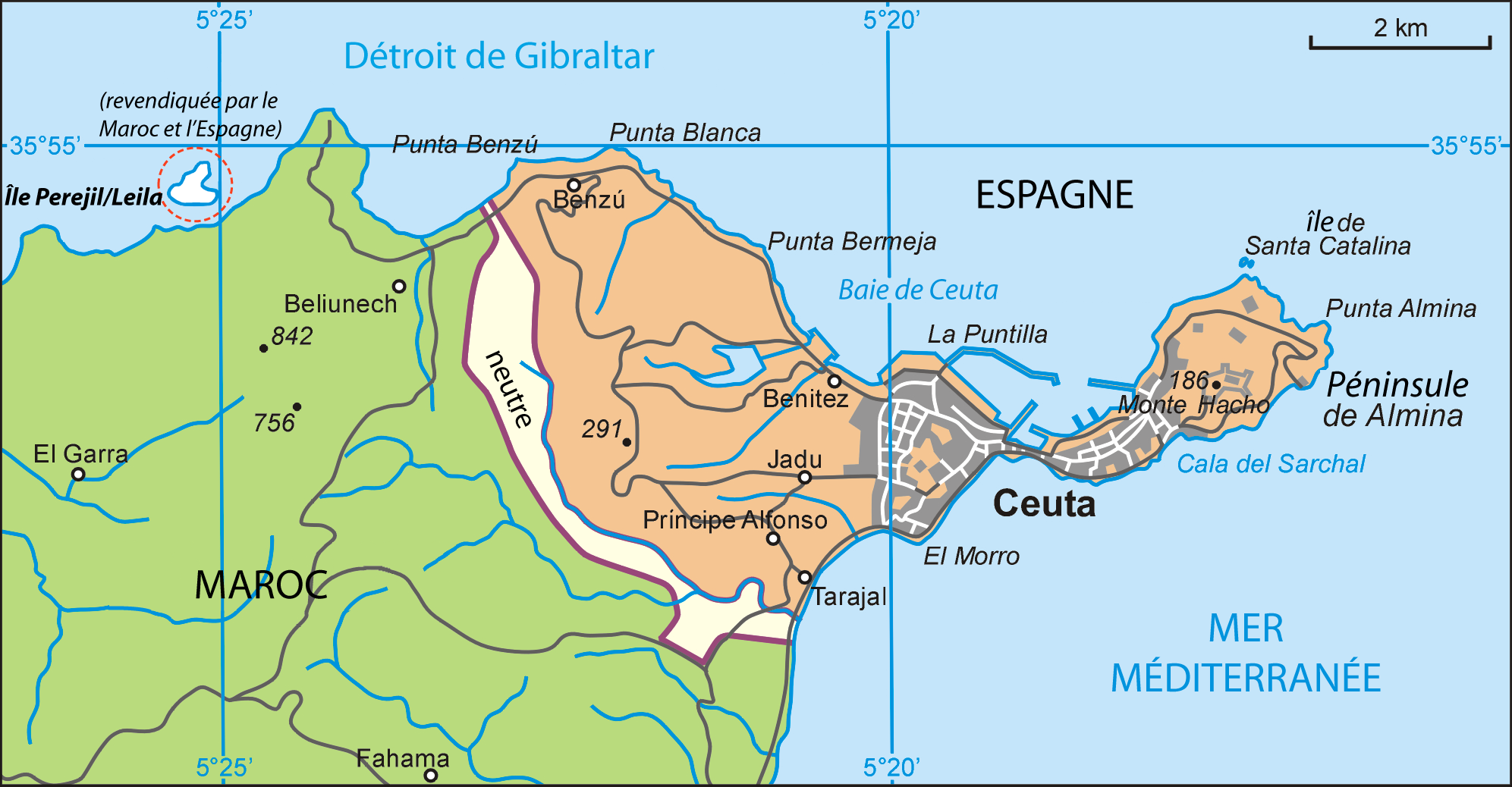
خارطة لمدينة سبتة ذات الحكم الذاتي.

سياج سبتة الحدودي هو الجدار الفاصل بين المغرب ومدينة سبتة الأسبانية. شُيّد السياج من قبل إسبانيا، وغرضه المعلن هو وقف الهجرة غير الشرعية وتهريب السلع.
يعترض المغرب على بناء الجدار لأنه لا يعترف بالسيادة الإسبانية على سبتة ومليلية، كما يطالب عبر الأمم المتحدة باسترجاعهما.
يتكون السياج من أسلاك مشبكة بفتحات صغيرة، وطول 3 أمتار متوازية بأسلاك شائكة على القمة. تم تجهيز الجدار بوظيفة مراقبة وطريق بديلة بين السورين لمرور مركبات المراقبة. كما تم إغناؤه بكابلات توصيل شبكة من أجهزة الاستشعار الالكترونية ومكبرات الصوت. تم تجهيز السياج بالأضواء ذات كثافة عالية وكاميرات فيديو للمراقبة ومعدات للرؤية الليلية.
عشرات من سفن الحرس وزوارق الدورية تراقب المياه الإقليمية، في حين أن 621 من ضباط الحرس المدني و 548 من ضباط الشرطة يحكمون السيطرة على الساحل.
تعرض سياج الحدود يوم 29 سبتمبر 2005، لاعتداء من من قبل مئات المهاجرين من جنوبي الصحراء في وقت واحد، ما أجج استيلاء وسائل الإعلام الدولية. حيث أطلقت كل من القوات المغربية والإسبانية الرصاص المطاطي والذخيرة الحية، مما أدى إلى وفاة عدد من المهاجرين (بعض المصادر أكدت ان عدد الضحايا أعلى من ثلاثة عشر )، أو حتى الثمانية عشرة.))، وأصيب أكثر من خمسين بجروح. بعض القتلى أصيبوا بالرصاص الحي؛ حيث مات اثنان منهم على الجانب الإسباني من السياج ).
في بعض الأحيان ومنذ ذلك الحين، لقي عدد المهاجرين مصرعهم، وهم يحاولون اختراق السياج.

## مقالات ذات صلة
- قائمة الجدران
- سياج مليلية الحدودي
- سبتة

## هوامش
1. 1 2  Valsecchi، Riccardo (25 يونيو 2009). "Ceuta, the border-fence of Europe". New York: WorldPress. مؤرشف من الأصل في 2019-05-31.
2. 1 2  EUROPA - Press Releases - Visit to Ceuta and Melilla – Mission Report Technical mission to Morocco on illegal immigration 7th October– 11th October 2005 نسخة محفوظة 02 أغسطس 2009 على موقع واي باك مشين.